# Karl-Erhard Scheufelen
Karl-Erhard Scheufelen (* 25. April 1903 in Oberlenningen; † 30. April 1992) war ein deutscher Fabrikant. Er war kaufmännischer Geschäftsführer der Papierfabrik Scheufelen.

## Werdegang
Scheufelen wurde als Sohn des Papierfabrikanten Adolf Scheufelen und der Paula Gossler geboren. Nach Studium in München, Leipzig und Hamburg übernahm er gemeinsam mit seinem Bruder Klaus-Heinrich die Leitung des von ihrem Großvater Carl Scheufelen gegründeten Unternehmens.
Nach dem Zweiten Weltkrieg unterstützte Karl-Erhard Scheufelen das stark zerstörte Institut für Papiertechnologie an der TH Darmstadt, das von Walter Brecht geleitet wurde. Im Gegenzug erhielt er 1953 den Titel eines Ehrensenators.
Darüber hinaus war er Vorsitzender des Vereins der Papier-, Pappen-, Zell- und Holzstofffabriken in Württemberg-Baden und Präsident des Verbandes Deutscher Papierfabriken (VDP). Zudem war er Mitglied verschiedener Aufsichtsräte.

## Preise und Auszeichnungen
- 1953: Ehrensenator der Technischen Hochschule Darmstadt
- 1952: Verdienstkreuz am Bande der Bundesrepublik Deutschland
- 1953: Großes Verdienstkreuz der Bundesrepublik Deutschland
- 1991: Verdienstmedaille des Landes Baden-Württemberg
- Benennung des Schulzentrums (Grund- und Hauptschule, Realschule, Förderschule) in Lenningen
- Ehrenbürger der Gemeinden Lenningen, Frankeneck und Grabenstetten